# Frugtbare halvmåne
Den frugtbare halvmåne (arabisk: al-hilāl al-chasīb) er et frugtbart område i Mellemøsten nord og øst for den arabiske ørken og Mesopotamien og langs Middelhavet. Ofte regnes Nildalen og dalen mellem Eufrat og Tigris med til området, men i jordbrugshistorisk forstand er bjergegnene rundt om Mesopotamien en naturlig afgrænsning, og det var her, at jordbruget opstod i et økologisk afgrænset miljø.
Området var sikkert mere frugtbart i oldtiden, end det er i dag. Det tidlige jordbrug opstod på de skovklædte bjergskråninger i randzonen af området i de nuværende stater Israel, Libanon, Syrien, Tyrkiet, i det nordlige Irak og det nordvestlige Iran.
Her opstod jordbrug i større stil sandsynligvis som det første sted i verden mellem 9.600 og 8.500 f.Kr. Under den forudgående kuldeperiode, Yngre Dryas, blev der eksperimenteret med dyrkning af rug i landsbyen Abu Hureyra i det nordlige Syrien, mens hvede blev dyrket i den sydøstlige del af Anatolien på den centrale tyrkiske højslette og byg i den sydvestlige del af den frugtbare halvmåne – i Israel og Jeriko på Vestbredden af Jordan. Det faldt sammen med udryddelse af dyrelivet ved jagt. Det kan have fremskyndet intensiveringen af både husdyrhold og jordbrug i området under varmeperioden fra 9.600 f.Kr.
Begrebet Den frugtbare halvmåne (”The Fertile Crescent”) blev skabt af arkæologen James Henry Breasted fra Universitet i Chicago omkring 1900 og senest i 1914.

## Geografi
Området dækker nutidens Israel, Vestbredden og Libanon samt dele af Jordan, Syrien, Irak og det sydøstlige Tyrkiet. Det strækker sig langs østkysten af Middelhavet, nord for den syriske ørken og gennem Mesopotamien til den Persiske Bugt. De store floder Jordan, Tigris og Eufrat har i årtusinder sikret områdets vandforsyning. Det var inden for denne geografiske bue, at menneskene første gang skiftede fra en levevis som jægere og samlere til en ny levevis baseret på produktion af vegetabilsk og animalsk føde, altså jordbrug.
Det tidlige jordbrugsområde kaldes for ”Den frugtbare halvmåne”, og ændringerne begyndte på de højereliggende bjergskråninger i randzonerne vest, nord og øst for lavlandssletterne ved Eufrat og Tigris. Bjergskråningerne havde flere hundrede meters højdeforskel, og de var dækket af ege- og cedertræskove med en større plantevariation end på sletteområder med jævn højde. Det var i disse højlandsområder med både skov og etårige græsarter i yderkanten, at korndyrkning tidligt blev vigtig.
Hvor vigtige floderne end var for den senere fremvækst af civilisation i Den frugtbare halvmåne, så var de alligevel ikke den vigtigste faktor for områdets tidlige udvikling. Floddalene langs Nilen og i Mesopotamien var længe nærmest ubeboelige skov- og sumpområder, plaget af oversvømmelse og sygdomme. Jordbruget opstod langt senere her end i randområderne mod nord.
Økologisk var Den frugtbare halvmåne vigtig som en spredningskorridor mellem Afrika og Eurasien (Europa og Asien). Rollen som korridor tillod Den frugtbare halvmåne at opnå en større andel af biologisk mangfoldighed end både Europa og Nordafrika, hvor de klimatiske ændringer under istiden førte til en gentagen udryddelse af arter, der hvor økosystemerne blev presset ned mod Middelhavet. Koblet sammen med den sahariske pumpeteori, der går ud på, at flora og fauna forlod Afrika for at trænge ind i Mellemøsten og videre til Europa og Asien var denne landbro i Mellemøsten af ekstrem betydning for den moderne spredning af den gamle verdens flora og fauna, og for spredningen af menneskene.
Det faktum, at dette område har båret hovedtyngden af den pladetektoniske spaltning mellem de afrikanske og arabiske plader, og de sammenstødende arabiske og eurasiske plader, har også gjort sit til, at dette område er blevet en meget mangfoldig zone af høje, snedækkede bjerge, frugtbare sedimentationsbassiner og ørkenplateauer, noget som har øget dets biologiske mangfoldighed yderligere og tilladt, at arter, som ikke findes andre steder, er blevet bevaret ind i historisk tid.

## Klima
Klimaet var som i dag præget af Middelhavets indflydelse: på den ene siden var der tørre, varme somre, og på den anden side milde vintre med nedbør fra vest. I den tidlige natufiske periode frem til 11.000 f.Kr. blev klimaet under Pleistocæn stadig bedre, med varmere og mere nedbørrige årstider, og befolkningen blev større. Den natufiske kultur spredte sig nordover med stadig nye landsbydannelser og stærkt pres på lokale vildtbestande. Så satte en tusind år lang tørkeperiode ind og ødelagde meget af livsgrundlaget.
I den yngre Dryastid (ca. 10.900–9.600 f.Kr.) ændrede klimaet sig i retning af køligere og mere tørre forhold. Samtidig med afsmeltningen af indlandsisen over Nordeuropa skete der en flytning af vestenvindsbæltet mod nord, sådan at Middelhavsområdet og Mellemøsten kom ind i et køligt tørkebælte. Desuden faldt mængden af CO2 i atmosfæren, og dette gik bl.a. ud over fotosyntesen hos de vilde kornarter. Det medførte ændringer i sammensætningen af plantesamfundene, som kan spores i forandringer af de fødeemner som befolkningen på stedet indsamlede.
Omkring 10.900 f.Kr. medførte Yngre Dryas også en kraftig skovdød i store dele af den vestlige randzone, det vil sige steppelandet og højlandet rundt om det bjergparti, som strækker sig langs Middelhavet i dagens Israel, Libanon, Syrien og Tyrkiet. Tidlige jordbrugssteder som Abu Hureyra i den centrale del af det nordlige Syrien blev udsat for skovdød i et overgangslandskab, som både havde skov og vilde forekomster af rug og hvede. Sandsynligvis forlod de midlertidigt deres landsby og bosatte sig i Tell Mureybit 50 km væk, dvs. på den anden side af Eufrat.
Klimaændringerne betød, at befolkningen blev presset sammen i de restområder som endnu havde et tilstrækkeligt fødegrundlag. Dette førte samtidig til et større pres på livsgrundlaget og et større behov for at intensivere forsyningen med mad. Sammen med reduktionen af fotosyntese hos de vilde kornarter, er det blandt de faktorer som muligvis fremtvang en øget eksperimenteren med arter, som egnede sig bedst til dyrkning.
Fra 9.600 f.Kr. steg temperaturerne igen dramatisk i og med at cirkulationen i Nordatlanten fandt sin endelige form. Nu satte varmeperioden Holocæn ind med virkning helt op til vore dage. I Mellemøsten blev der mere nedbør, og temperaturen steg med 7 °C på kun hundrede år.  Et forøget CO2-indhold i luften gavnede plantevæksten. Større områder med mulighed for dyrkning, øget skov og mere frodige græsningsarealer kunne nu kombineres med bevidst dyrkning af de domesticerede kornarter. Antagelig lagde nyvindingerne under Yngre Dryas grundlaget for en befolkningseksplosion, da klimaet bedrede sig radikalt.

## Økologiske udviklingstræk
Som resultat af denne række unikke, geografiske faktorer har Den frugtbare halvmåne en imponerende historie med tidlig, menneskelig jordbrugsaktivitet og kultur. Foruden mange arkæologiske fundsteder med rester af skeletter og kulturelle levn både fra førmoderne (Homo neanderthalensis) og tidligt moderne mennesker (Homo Sapiens), eksempelvis Kebarahulen i Israel, med senere jæger- og samlerkulturer i Pleistocæn-tiden og delvis fastboende jægere og samlere i Mesolitikum-tiden (se natufisk kultur), så er området først og fremmest kendt for dets fundsteder, knyttet til jordbrugets oprindelse og udvikling i Neolitikum.
Den vestlige del og områderne rundt om øvre Eufrat dannede baggrund for de første kendte, neolitiske jordbrugssamfund med små, runde huse (ofte betegnet som førkeramisk neolitisk A (engelsk Pre-Pottery Neolithic A, PPNA), som dateres til lige efter 10.000 f.Kr. og omfatter steder som Jeriko. Under den påfølgende PPNB fra 9.000 f.Kr. udvikler disse samfund sig til større landsbyer med dyrkning og husdyrhold som den vigtigste levevej, med tæt bebyggelse i toetagers, rektangulære huse. Mennesket indgik nu i symbiose med korn- og husdyrarterne, uden mulighed for at vende tilbage til jæger- og samlersamfundet.
Området vest og nord for slettelandet ved Eufrat og Tigris så også fremvæksten af tidlige, komplekse samfund i den langt senere bronzealder (fra ca. 4.000 f.Kr.). I dette nordlige steppeområde er der også tidlige beviser for skriftkultur og tidlige statsdannelser, selv om de skriftlige statsdannelser relativt hurtigt flyttede tyngdepunkt til dalen i Mesopotamien og udviklede sig videre dernede. Tager man Mesopotamien med, har dette område fået betegnelsen civilisationens vugge hos rigtigt mange forfattere.
Siden bronzealderen er områdets naturlige frugtbarhed i høj grad blevet udvidet ved kunstvanding, noget områdets jordbrugsproduktion fortsat er afhængig af. De sidste to årtusinder har set gentagne cyklusser af tilbagegang og genopretning efter at det tidligere arbejde med kunstvandingssystemerne var forfaldet ved overgangen til nye statsdannelser. Et andet problem har været forøgelsen af salt i flodlejerne – den gradvise opkoncentrering af salt og andre mineraler i jordsmonnet, som skyldes lang tids kunstig vanding.
I dagens frugtbare halvmåne har flodvand været en potentiel kilde til konflikt i regionen. Floden Jordan ligger på grænsen mellem Israel, kongedømmet Jordan og de områder, der bliver administreret af Det palæstinensiske selvstyre. Tyrkiet og Syrien kontrollerer hver for sig en fjerdedel af Eufrats længde, og begge floder har deres nedre løb i Irak, som er meget afhængig af dem. Den konfliktfyldte opstemning af disse floder har ført til arkæologiske hasteudgravninger, som har afdækket nogle af de vigtigste fundsteder, blandt andet Abu Hureyra, Tell Mureybit, Jerf el-Ahmar og Hallan Çemi.

## Oprindelig flora og fauna
Den frugtbare halvmåne havde været beboet af moderne mennesker (Homo sapiens) i mindst 10.000 år før klimaændringen skete. Vegetationen bestod af lyse skove med forskellige, dominerende arter. Med klimaændringen spredte græshopperne sig over de mest tørre områder, mens skovene fortsat holdt stand langs floder og ved indsøer, ikke mindst langs de store floder i Mesopotamien. Yngre Dryas medførte alligevel en stærk, men midlertidig skovdød mellem 10.900 og 9.600 f.Kr.
Skovvegetationen udgjorde en halvmåneformet samling af artsbælter på i alt 150–600 kilometers bredde, og den var fordelt på følgende måde fra vest mod øst:
- Tæt bjergskov med forskellige egearter (Quercus) og fyrrearter (Pinus) i bjergområderne langs Middelhavet i vest, og ind langs bjergzonen på grænsen mellem dagens Tyrkiet og Syrien/Irak, helt frem til det øvre løb af Tigris. Zonen var 100–150 km bred.
- Åben skov af eg, Terpentintræ (Pistacia terebinthus) og etårige græsarter på skråningerne og i højlandet umiddelbart nedenfor disse bjergskove. Her fandtes forekomsterne af vild hvede og rug. Zonen var 10–50 km bred.
- Åben steppeskov med Terpentintræ og Mandeltræ i lavlandet umiddelbart nedenfor disse åbne højlandsskove. Her var der forekomster af vild hvede og rug. Zonen var 20–100 km bred.
- Steppelandskab med græs og flerårige Bynke- og Mældebuske i det øvrige landskab og i floddalene. Zonen var 20–300 km bred.

Zagrosbjergenes skovsteppe i det vestlige Iran er en økoregion, som i dag muligvis kan give et indtryk af, hvordan vegetationen må have set ud ved jordbrugskulturens begyndelse på skråningerne i yderkanten af Den frugtbare halvmåne for 10–12.000 år siden.
Den frugtbare halvmånes klimatiske mangfoldighed og de betydelige klimatiske ændringer opmuntrede evolutionen af mange etårige planter af type ”r”, som producerer flere spiselige frø end stauder (flerårige planter) af type ”K”. Regionens dramatiske variation af højdeforhold i randområderne fremmede vækst af mange forskellige, spiselige arter på små områder, og det gav mulighed for tidlig eksperimenteren med dyrkning.
Faunaen bestod af en række dyrearter, som lod sig jagte og senere tæmme. Hvad der var den vigtigste dyreart varierede fra sted til sted. Eksempelvis fandtes vildfår over hele Den frugtbare halvmåne, men de blev kun tæmmet i det sydøstlige Tyrkiet og det nordlige Syrien. Andre steder var det andre arter, der blev tæmmet.
De arter, som man havde jaget siden neolitisk tid, var dådyr (Dama dama), gazellearter, asiatisk vildæsel (Equus hemionus), vildfår, ged, okse, svin, hund, ræv og hare. Af disse ti arter blev hele fem tæmmet i perioden. Kun én af de arter, som det er muligt at tæmme, nemlig vildæslet, blev det ikke.
Det var muligvis vigtigst, som blandt andre evolutionsbiologen Jared Diamond bemærker det i sin bog Guns, Germs, and Steel, at Den frugtbare halvmåne havde de vilde forgængere til otte neolitiske, grundlæggende dyrkninger, som blev betydningsfulde for det tidlige jordbrug (det vil sige vilde stamformer af Emmer, Enkorn, Byg, Hør, Kikært, Ært, Linse, og Perlebælg), og fire af de fem vigtigste arter af tamdyr – okse, ged, får og svin – og den femte art, hesten, levede i nærheden.

## Dyrkede og tæmmede arter
Dyrkning og husdyrhold blev mange steder praktiseret sammen, men introduktionen af dem er ikke tidsmæssigt sammenfaldende. Dyrkningen startede antagelig først, og allerede 8.800 f.Kr. var avl af korn og bælgplanter vigtige i mange bosættelser over et stort område af Den frugtbare halvmåne. Når vi bevæger os frem mod 7.000 f.Kr. havde man også tæmmet de domesticerbare arter af vilddyr i større områder, det vil sige ged, får, okse og svin. De vilde dyrearter fandtes ofte over hele regionen, men blev kun tæmmet én eller nogle få gange i begrænsede områder, og metoden spredte sig sikkert hurtigt derfra. Kolonister bragte en sådan ”pakke” af jordbrugsmetoder til Cypern allerede før 7.000 f.Kr.
Egypten blev derimod ikke påvirket af jordbrugsudviklingen længere mod øst og nord – udviklingen af oksehold og keramik ved den nedre Nil før 8.000 f.Kr. var et resultat af påvirkning og overførsel af viden fra befolkninger længere sydpå i Afrika. Den neolitiske revolution i Egypten var væsensforskellig fra Mellemøsten – Egypterne udviklede keramik allerede før 8.800 f.Kr. – men ikke nogen dyrkning eller andet jordbrug udover måske tæmning af okse før 7.500 f.Kr. Selv eksistensen af okseholdet er omstridt, for det eneste sikre, vi ved om animalsk føde, er at Egypterne fiskede i Nilen. De var desuden årstidsnomader i hvert fald frem til 6.600 f.Kr., og får og ged blev ikke tæmmet før omkring 5.600 f.Kr., da også andet jordbrug synes at opstå.

### Dyrkning af planter
Plantedyrkning opstod sandsynligvis før husdyrholdet i Mellemøsten. De første steder, hvor der findes spor af plantedyrkning, ligger i den vestlige randzone af Den frugtbare halvmåne: Abu Hureyra (Syrien) og Jeriko (Israel). Ændringerne med eksperimenter over dyrkning kan have været relativt pludselige og dramatiske. De vilde kornsorter var vigtige kosttilskud allerede i jæger- og samlerkulturer, og de vigtigste afgrøder var fra begyndelsen frø fra vilde kornsorter. Der er tegn som tyder på, at jægere og samlere så tidlig som 15.000 f.Kr. indsamlede vilde kornsorter. Eynan i det nordlige Israel er et vigtig fundsted for indsamling af vilde planter, både korn, ægte pistacie og mandeltræets nødder før og under Yngre Dryas.
I Abu Hureyra brugte man henved 157 forskellige plantearter i tidsrummet mellem 9.000 f.Kr. og 8.000 f.Kr. Ved Jeriko omkring 10.000 f.Kr. blev der dyrket mere end 100 arter fødeplanter, medicinplanter og farveplanter. Befolkningen fremstillede de nødvendige redskaber som kornsegl, håndkværne og beholdere til at opbevare afgrøden i. Desuden skete der en bevidst eller ubevidst udvikling, dyrkning, af de kornsorter, som stadig udgør ca. 70 % af den globale fødevaredyrkning.
Det tidligste bevis for dyrkning er en rug-underart (Secale cereale ssp. cereale), som blev avlet ved Abu Hureyra omkring 11.000 f.Kr. Rug blev ikke nogen varig kornsort andre steder, for byg og hvede blev snart mere vigtige. Hovedproblemet i starten var, at de vilde kornsorter (både byg og hvede) ofte havde frø, som faldt af aksene på forskellige tidspunkter. Kornene ”ventede ikke på bonden”, men måtte indsamles, før det blev helt modent og begyndte at falde af aksene. I Abu Hureyras første periode (10.750–9.150 f.Kr.) blev der kun indsamlet den slags vilde og spontane kornsorter. Vild rug blev sikkert brugt til at koge grød for børn.
Et vigtigt gennembrud indtraf, da enten selektion eller mutation i et par gener frembragte arter hvor kornene blev hængende på akset helt frem til høst. Det skete muligvis ved, at de første bønder høstede korn af den nye type i større antal, fordi disse aks havde flere korn under høsten og blev indsamlet i større antal. Som følge deraf blev den korntype i højere grad brugt under såning næste forår, så den spredte sig og blev dominerende frem for de ”spontane” kornsorter. I Abu Hureyra skete denne ændring i den anden bosættelsesperiode (8.400–6.000 f.Kr.).
Vilde underarter som Hordeum vulgare ssp. spontaneum blev gradvist erstattet af forædlede arter som ”ventede på bonden” – sådan som Hordeum vulgare. Det samme skete med vild og plantet Enkorn. Ændringerne skete gradvist – der er flere eksempler på områder med både vild og domesticeret byg side om side – for eksempel Iraq ed-Dubb i Jordan. Ved bjerget Karaca Dağ i Anatolien vokser stadig den vilde art, som genetisk kan siges at være ophav til 68 af de kendte Enkorn-sorter, som dyrkes i dag.
Mellem 8.000 og 6.000 f.Kr. blev otte vigtige vækster taget i brug til dyrkning. Toradet Byg (Hordeum vulgare ssp. distichon)  (Hordeum spontaneum) som var en vild slægtning til forædlet byg (Hordeum vulgare) som bruges i dag, men den vilde sort findes fortsat i Mellemøsten. Denne byg blev dyrket i nærheden af dagens Damaskus i 7.800 f.Kr., og i 7.500 f.Kr. dyrket ved Emmer (Triticum turgidum ssp. dicoccum) ved Jeriko, mens Enkorn (Triticum monococcum) dyrkedes ved Abu Hureyra.
Bælgplanter og kornarter var grundlaget for ernæringen i de første jordbrugskulturer, men vi har kun lidt viden om bælgplanterne, bortset fra at det drejede sig om Ægte Linse (Lens culinaris), Almindelig Ært (Pisum sativum), Kikært (Cicer arietinum) og Perlebælg (Vicia ervilia). Utvivlsomt var kikærter en vigtig og tidlig basisart i nord, sandsynligvis med genetisk oprindelse i Anatolien. Desuden dyrkedes fra omkring 7.000 f.Kr. også Almindelig Hør (Linum usitatissimum) pga. olien (linolie) og for at skaffe fibre (spindehør) til brug i tovværk, som blår og til tekstiler.
Desuden blev arten Terpentintræ (Pistacia terebinthus) høstet flittigt, men vi ved ikke hvor tidligt den blev dyrket. Høst af vilde nødder kender vi fra Eynan i Israel omkring 12.000 f.Kr.
Dyrkning af nødder og frugttræer som oliven, dadler og figner kender vi først fra omkring 4.000 f.Kr. I et tredje og senere stadium begyndte menneskene at kultivere flerårige frugtplanter som er langt vanskeligere at dyrke som æbler, pærer, Blommer og kirsebær.

### Afgrøder
Forskning tyder på, at domesticering af plantesorterne i modsætning til husdyr kun skete et enkelt eller yderst få steder for hver ny art, og at denne færdighed spredte sig over store afstande gennem selektion. Nedenfor nævnes nogle planteslægter (ét latinsk navn) og arter (to latinske navne)
| Kornarter - Havre (Avena) - Byg (Hordeum spontaneum og vulgare) - Rug (Secale cereale ssp. cereale) - Emmer (Triticum turgidum) - Enkorn (Triticum monococcum) - Gedeøje (Aegilops) Bælgplanter - Kikært (Cicer airetinum) - Ægte linse (Lens culinaris) - Almindelig ært (Pisum sativum) - Hestebønne (Vicia faba) - Perlebælg (Vicia ervilia) Krydderier - Spidskommen (Cumminum cyminum) - Pebermynte (Mentha piperita) - Almindelig gennikel (Foeniculum vulgare) - Indisk sesam (Sesamum indicum) | Grønsager - Havedalat (Lactuca sativa) - Kål (Brassica) - Løg (Allium) - Vild gulerod (Daucus carota) - Artiskok (Cynara scolymus) - Sennep (Sinapis) Fiber - Almindelig hør (Linum usitatissimum) Frugter og nødder (fra 4.000 f.Kr.) - Almindelig oliven (Olea europea) - Almindelig figen (Ficus carica) - Ægte daddelpalme (Phoenix dactylifera) - Almindelig vin (Vitis vinifera) - Granatæble (Punica granatum) - Ægte pistacie (Pistacia vera) - Kirsebær, Blomme osv. (Prunus) - Mandel (Prunus dulcis) | Tømmer - Ædelgran (Abies) - Akacie (Acacia) - Ægte kastanje (Castanea sativa) - Ceder (Cedrus) - Orientalsk bøg (Fagus orientalis) - Almindelig valnød (Juglans regia) - Fyr (Pinus) Farvestoffer - Italiensk oksetunge (Anchusa azurea) - Ægte indigo (Indigofera tinctoria) - Farvekrap (Rubia tinctorum) |

- Seksradet Byg
- Enkorn
- Linseplanter
- Moden Hør

### Byg
Toradet byg var fra begyndelsen den mest dyrkede kornsort og kendes fra ca. 7.800 f.Kr. Byg var vigtigst i den sydlige del af den frugtbare halvmåne, mens hvede dominerede mod nord, inklusive Anatolien. Den mere kendte Seksradet Byg dukkede op omkring 6.000 f.Kr., muligvis som en følge af kunstvanding. Den blev den grundlæggende føde for de antikke kulturer: egypterne, babylonierne og hittitterne.
I det gamle Egypten blev byg brugt til at fremstille både øl og brød. Kornet blev tærsket, formalet og formet til brød, som derefter blev bagt. Nogle af brødene blev spist, mens andre blev gæret.
Byg blev senere stort set fortrængt af hvede, men den bruges stadig til dyrefoder, produktion af alkohol i øl og brændevin og i visse typer madlavning. Byg er lettere at dyrke under kølige forblæste forhold end hvede og har desuden kortere vækstperiode og tåler også salt i jorden.

### Hvede
Hvede dominerede dyrkningsudviklingen i det nordlige område af den frugtbare halvmåne. Sandsynligvis har både Enkorn og Kikært deres oprindelse i Anatolien. Enkorn (Triticum monococcum) er udviklet fra vild Enkorn (Triticum boeoticum), som hører hjemme i det nordlige område af den frugtbare halvmåne, og findes endnu vildtvoksende i Tyrkiet, Irak og Iran. Enkorn er en primitiv kornsort med 1–2 korn for hvert aks. Den vilde udgave er fundet i store mængder i arkæologiske udgravninger.
Emmer (Triticum turgidum) er også en primitiv kornart. Den er udviklet fra vild Emmer (Triticum dicoccoides), som opstod allerede for omkring 50.000 år siden ud fra en krydsning mellem de vilde græsorter Triticum urartu og Aegilops speltoides. Dyrket emmer har siden udviklet sig til former med nøgne kerner, hvor særlig Durumhvede stadig bliver dyrket i stor stil.
Moderne hvede (Triticum aestivum) findes for første gang i Nildalen ca. 5.000 f.Kr. og er en seksradet, nøgen form for Spelt, som er opstået ved en krydsning mellem emmer og vildarten Triticum tauschii, der har et højt proteinindhold. Arten er meget let at tærske, men har ikke fortrængt emmer fuldstændigt.

### Tæmning af dyr
Urbefolkningens levevis som jægere og samlere gav dem viden om plante- og dyrearter, som kunne benyttes i domesticering, det vil sige ved dyrkning og tæmning. Der gik en lang periode, før end det lykkedes at tæmme de vilde dyr, og husdyrholdet kom sandsynligvis efter den første jordbrugsdyrkning.
Fund i Hallan Çemi fra 10.000 f.Kr. kunne tyde på tæmning af svin der parallelt med at kun vilde arter af korn og andre dyrearter blev udnyttet, men tolkningen af fundet er omstridt.
Husdyrholdet gav gødning, som må have øget planteproduktionen. Det virker som om, at husdyrholdet i høj grad erstattede proteinkilden fra jagt på vilde dyr, selv om det næppe var bevidst. Bælgplanter var også en proteinkilde.
De forskellige dyr blev forsøgt tæmmet på flere steder i området, selv om det kan være vanskeligt at afgøre om knoglefund fra dyr kom fra jagt eller husdyrhold. Det findes dog nogle træk som afslører tæmning: Tamdyr er mindre end de vilde arter (og lettere at tumle), og reduceret vægt af resterne er tegn på domesticering. Knoglefund domineres af ungdyr og af hanner, fordi hunner i avledygtig alder ikke blev slagtet lige så ofte. Videre er antallet af knoglefund højere end i jæger- og samlerkulturer.
De forskellige tæmninger og indførsel af husdyrhold:
- Hunden blev tæmmet meget tidligt, sikkert før 10.000 f.Kr., bl.a. i Cayönü.
- Geden blev tæmmet først af slagtedyrene, noget før 7.000 f.Kr. i de østlige og tørreste områder, som er velegnede for gedehold, dvs. det vestlige Iran og kort derefter også det nordøstlige Irak. I Egypten blev geden tæmmet fra ca. 5.600 f.Kr.
- Får blev tæmmet noget før 7.000 f.Kr. i de nordlige områder, dvs. det sydøstlige Tyrkiet og det nordlige Syrien.[30] I Egypten blev fåret tæmmet fra ca. 5.600 f.Kr.
- Svinet blev tæmmet før 7.000 f.Kr. i det centrale og vestlige område, det vil sige Libanon, Syrien og Tyrkiet. Der er strid om fund af svinehold i Hallan Çemi fra 10.000 f.Kr.
- Okser blev tæmmet før 7.000 f.Kr. i den vestlige del af området, det vil sige det sydøstlige Tyrkiet.[31] Okser kan være blevet tæmmet i Egypten samtidig eller til og med tidligere.[32]

Får fra højlandet og geder fra bjergområder blev tæmmet først, men kun i en lille del af det område, hvor de levede vildt. Fårene havde endnu ikke lang uld, den egenskab blev først fremavlet langt senere. Det er påvist, at tæmningen af disse to arter fandt sted i de områder, hvor de også havde været vigtigst for jagten. Ved Ganj Dareh i Iran ses tæmningen bevist ved skeletfundene, der viser, at der blev spist geder med en ændret kønsfordeling og reduceret kropstørrelse.
Den franske arkeozoolog Daniel Helmer har ved udgravningen af Cayönü som ved Hallan Çemi i det sydøstlige Tyrkiet vist, at okser blev tæmmet lige så tidligt som får i dette område. Kropstørrelsen på dyrene gik ned, specielt for okser. Vilde okser var langt større end dagens tamokser. De mindste individer blev valgt, fordi okser, der i stangmål var højere end en mand, næppe var nemme at styre.
Kvæg og svin blev tæmmet i mindst to omgange uafhængigt af hinanden, både i den frugtbare halvmåne og Østasien. Kvæg blev også tæmmet i det nordlige Afrika og Egypten. Kvæg, svin, får og geder blev medbragt af kolonister til Cypern allerede før 7.000 f.Kr., hvor pionererne fra Mellemøsten også dyrkede korn og bælgfrugter.

## Overgangen fra jægere og samlere til jordbrug
Overgangen fra jæger- og samlerkulturen, hvor mennesket var en del af de lokale biotoper, til jordbrugskulturen, hvor menneskene omformer biotoperne efter eget behov, blev af den australske arkæolog Vere Gordon Childe kaldt for ”Den neolitiske revolution”.
I begyndelsen antog forskerne, at skiftet skete i løbet af ret kort tid, og blev afløst af egentligt agerbrug og begyndende bykultur. Men nyere forskning kan tyde på, at det ikke var en pludselig revolution, men en gradvis evolution, og at overgangen skete gradvist fra den ene livsform til den anden. Det er fortsat uløst, og forskningen synes i dag at godtage, at årsagssammenhængene kan have været forskellige på de enkelte steder. Det er dog tydeligt, at da overgangen skete, var den ledsaget af et skifte i kulturen som helhed.

### Eksterne teorier
Der er fremsat forskellige teorier om, hvorfor og hvordan skiftet fra jagt og indsamling til jordbrug fandt sted:
- Oaseteorien blev oprindelig foreslået af Raphael Pumpelly i 1908, men den blev gjort kendt af den australske arkæolog Vere Gordon Childe i 1928 og opsummeret i Childes bog Man Makes Himself (1936).[37] Childe mente, at Mellemøsten oplevede en tørkeperiode i de første århundreder af Holocæn, og at menneskene koncentrerede sig i de tilbageværende, fugtige oasemiljøer, hvor de oplevede øget befolkningspres og eksperimenterede med husdyrhold og dyrkning.
- Bjergsideteorien, som blev fremsat af den amerikanske arkæolog Robert J. Braidwood i 1948. 'Braidwood pegede på en ensartet koncentration af mennesker i miljøer med stor dyre- og plantemangfoldighed på bjergsider vest, nord og øst for slettelandene og uden den samme betydning af tørkeperioder eller andre klimatiske skift.[38]
- Befolkningsteorien foreslået af Carl Sauer[39] og tilpasset af Lewis Binford[40] og Kent Flannery. Binford mente, at forskelligt motiverede forøgelser og koncentrationer hos befolkningerne i bjergområderne rundt om slettelandet førte til en generel madvarekrise og derfor et behov for udvikling af en mere intensiv madproduktion. Andre forskere har særligt betonet dette i studiet af Zagros-bjergene i øst.[41]
- Yngre Dryas-teorien. Arkæologerne A. M. T. Moore og G. C. Hillman (1992), med bidrag fra Ofer Bar-Yosef og R. H. Meadow (1995) peger på, at det varme klima ved starten af Holocæn førte til en spredning af vitale dyre- og plantearter nordover i den frugtbare halvmåne. Ved det påfølgende tørre og kolde klima under Yngre Dryas indtraf en madvarekrise, som tvang de forøgede befolkninger til at intensivere husdyrhold og dyrkning.[42]
- Årstidsteorien. Arkæologerne J. McCorriston og F. Hole (1991) mener, at der under Yngre Dryas opstod større årstidsvariationer end tidligere, og at varmere, mere tørre somre fremmede spredningen af kornarter ind i områder med gryende landsbybosættelse og et betydeligt befolkningspres.[43]
- Afgrødeforsvarsteorien blev fremmet af forskere som Frederik Zeuner og David Rindos[44] Zeuner mener, at da mennesket begyndte at indsamle eller dyrke kornplanter og gjorde sig afhængig af dette, opstod der et behov for at forsvare denne afgrøde mod græssende, vilde drøvtyggere, får og geder og dermed behov for beskyttede agre.[45] Et naturlig svar blev da at kontrollere først afgrøder og senere disse dyr ved domesticering.
- Konkurrenceteorien. Melinda Zeder (1999) mener, at de nye plantearter som spredte sig tidligt i Holocæn, blev græsset af både mennesker og dyr, og at denne forøgede kontakt med planteædende dyrearter førte til en gradvis proces med domesticering.[46]

Disse teorier er "eksterne" ved, at de peger på ydre forhold – hvor klimatiske ændringer tvang eller motiverede menneskene til at intensivere fødefremskaffelsen ved husdyrhold og dyrkning.
Det er påvist, at tendensen til stærkere årstidsvariation satte ind allerede omkring 22.000 f.Kr. Det er også påvist, at alle naturligt beboelige områder af jorden var bosat allerede omkring 15.000 f.Kr., og at der særligt i Mellemøsten må være foregået en forøgelse af befolkningstallet inden for de allerede bosatte områder.
Befolkningsteorierne er vanskelige at dokumentere eller teste. Det er påvist, at antallet af fundsteder steg i regionen, og mange tolker dette som et tegn på en betydelig befolkningsforøgelse parallelt med overgangen til jordbrug. Først senere under den neolitiske revolution er der påvist en stærk befolkningstilvækst på et bestemt sted, Ain Ghazal i Jordan. Befolkningen blev firedoblet på nogle få hundrede år omkring år 7.000 f.Kr. Det er tolket sådan, at intensivt jordbrug andre steder har tvunget flygtninge til at udvandre til Ain Ghazal, hvor det er påvist arkæologisk, at presset på jorden steg yderligere ved intensiv dyrkning og nedgræsning af geder. Det synes igen at have ført til, at grupper forlod Ain Ghazal og midlertidigt opgav jordbrug for i stedet at blive halvnomadiske husdyrholdere.

### Interne teorier
Trevor Watkins ved Universitetet i Edinburgh fremhæver, at virkelig udbredt korndyrkning i nogenlunde betydeligt omfang i større dele af den frugtbare halvmåne tidligst opstår omkring 8.800 f.Kr. I så fald opstod den intensiverede dyrkning først efter Yngre Dryas, muligvis på grund af befolkningspres eller andre sociale årsager.
Disse fund leder frem til nogle «interne teorier», der skal forklare skiftet til jordbrug og husdyrhold, og hvor man fokuserer mere på menneskets aktive og opportunistiske rolle, og mindre på eksterne faktorer udenfor menneskets kontrol. Det er i dag klart dokumenteret, at bofast befolkning og landsbyer kom før end jordbruget – Eynan i Israel og Hallan Çemi og Göbekli Tepe i Tyrkiet er blot tre af mange før-agrikulturelle landsbyer. Flere landsbyer opstod før Yngre Dryas, uden dyrkningsjordbrug.
- Social mobiliseringsteori. Chefarkæologen ved Göbekli Tepe, Klaus Schmidt, antyder, at de store fællesarbejder, som ligger bagved monumentbygning i denne før-jordbrugsby, kan have stimuleret overskudsproduktion ved intensiveret jordbrug i omkringliggende landsbyer for at muliggøre den store sociale mobilisering, som danner baggrund.[52]
- Gildeteorien (1995). Arkæologen Brian Hayden mener, at forøget social konkurrence mellem tættere befolkede jægergrupper skabte en større, hierarkisk lagdeling og et øget fokus på at fremvise magt og ressourcer. Hayden mener, at øget fokus på gaver og ædegilder (som man senere har set blandt andet blandt indianere i Amerika) kan have udviklet hierarkiske samfund som stimulerede udviklingen af overskudsproduktion gennem jordbrug. Også Hayden peger på fundene fra Göbekli Tepe.[53]

Andre historikere har peget på rent mentale udviklingstræk og -forudsætninger bag ved jordbrugsrevolutionen.
Fundstedet ved Göbekli Tepe i det sydøstlige Tyrkiet har speciel interesse for gildeteorien. Her har man fundet rester af imponerende fælles kultanlæg og ceremonibygninger fra omkring 9.000 f.Kr., men ingen spor efter domesticering af hverken planter eller dyr. Derimod er der i nærheden, i Karaca Dag, fundet meget tidlige frø af dyrket hvede, og disse knyttes til lokale forsyninger for anlæggene i Göbekli Tepe.

## Nyt livsmønster og tankesæt
Overgangen til dyrkning og husdyrhold var barsk for menneskene – den var ledsaget af større arbejdsbyrde, mere ensidig kost, og større risiko for spredning af sygdomme fra husdyrene. Eksempelvis bragte okseholdet malaria med sig. I Abu Hureyra er der direkte påvist en ny arbejdsdeling mellem kønnene – den form for slid i ryg og knæ, som følger af at male korn i gruttekværne siddende på knæ eller på hug, er kun fundet hos de kvindelige skeletter fra bostedet. Befolkningsforøgelsen faldt også sammen med mere hyppige graviditeter.
Levealderen gik utvivlsomt drastisk ned, muligvis med så meget som tyve år. Overgangen til kogning af grød og vælling i lerkar fra ca. 7.000 f.Kr. medførte stærk vækst i karies. Forventet levealder i Jeriko var næppe mere end ca. 25 år efter overgangen til jordbrug. Dette gav øget fokus på døden og kan have været en vigtig faktor bak den dødekult, vi finner i så mange af de tidligste byer.
En række forskere har påpeget, at overgangen til jordbrug var endelig og irreversibel, af flere grunde. Den stærke befolkningstilvækst gjorde det mange steder ganske enkelt umuligt at gå tilbage til jagt og indsamling på samme areal. Brugen af husdyrgødning i plantedyrkningen talte for at fortsætte det parallelle jordbrug, hvor det slog rod. Desuden indgik mennesket i en slags symbiose med både planter og husdyr, hvor menneskets ubevidste eller bevidste selektion og avl langsomt gjorde de nye arter ude af stand til at formere sig uden menneskelig medvirkning.
Jordbrugskulturen blev ledsaget af en ændring i den religiøse opfattelse. De vigtigste og mest udbredte symboler er kvindelige frugtbarhedsfigurer (Tell Mureybit) og gengivelser af okser (Çatal Höyük). Oksehoveder hang på væggene i visse bygninger i både Hallan Çemi og Jerf el-Ahmar, 300 km fra hverandre. At disse optræder i dyrknings- og husdyrsamfund overrasker ikke. Mere overraskende er dateringen af en del af disse symboler som ældre end jordbruget på samme sted. Det har været foreslået, at de religiøse ændringer sammen med den symboltunge arkitektur i Göbekli Tepe kom før end jordbruget.
Flere steder ser man også tegn på offerritualer. Det antages, at symboler i Göbekli Tepe og Jerf el-Ahmar viser frygt for den vilde natur. I Çayönü i dagens Tyrkiet fandt man en poleret stenplade og en kniv med blod fra både mennesker og dyr på. Stenen var omgivet af kranier og passer tilsyneladende godt med fund fra et andet sted i Tyrkiet, Çatal Höyük, hvor man har afdækket kranier, som var dækket med ler og med muslingeskaller i øjenåbningerne. Der var en også en kvindelig gudefigur og vægmalerier, som viste hovedløse lig, som blev ædt af gribbe.

## Den frugtbare halvmånes videre betydning
Overgangen til dyrkning var fuldført i store dele af regionen omkring 8.800 f.Kr., og overgangen til husdyrhold virker udbredt ved 7.000 f.Kr. På den tid var det fortsat randzonerne i nordvest og nordøst, som stod for jordbrugsudviklingen; floddalene var endnu ikke meget beboet. Nilens «vilde» periode (11.000–8.000 f.Kr.) med stor vandføring og ustabile nedbørforhold gav en pause i urbaniseringen, og Mesopotamien ved nedre Eufrat og Tigris var dels sumpagtig, dels tæt skovdækket langs flodløbet med stor sygdomsrisiko og vanskelige bosættelsesforhold. Alle tre flodsystemer havde årstidsvariation med oversvømmelsesperioder, som længe gjorde bosættelse og dyrkning vanskelig.
Det synes samtidig klart, at jordbrugsrevolutionen var ledsaget af og muligvis også forårsaget af en mærkbar befolkningstilvækst. Dette er bemærkelsesværdigt, fordi levealderen også sank ved overgangen til et arbejdsintensivt jordbrug. Fødselstallene må altså være forøget betydeligt. Kombinationen af dyrkning og husdyrhold har utvivlsomt haft kraft til at accelerere udviklingen: dyrkningen gav overskudsfoder til husdyrene, og husdyrgødningen forøgede udbyttet.
To fornyelser synes samtidig at have styrket de dynamiske kræfter ved overgangen til jordbrug.
- For det første opstod nu omfattende netværk af handel med obsidian, en hård stenart, som blev fragtet over meget lange strækninger fra det centrale Tyrkiet til det sydlige Jordan, og fra øst-Tyrkiet til det sydvestlige Iran.[63]
- For det andet blev kunsten at brænde keramik opfundet spontant i Mellemøsten efter 6.900 f.Kr. Det var senere end i Egypten og Japan. Keramikken muliggjorde bedre lagringsmetoder, og i 6.000 f.Kr. gav gjorde evnen til at koge mad og lagre korn det muligt at introducere jordbrug i stor skala også i de risikable sumpområder i Egypten og Mesopotamien, hvor floderne blev drænet for dyrkning. Halafperioden hedder denne tidlige dyrkningsperiode med keramik i Mesopotamien.

Omkring år 4.000 f.Kr. blev der gjort to nye opfindelser, som ændrede regionens og verdens historie dramatisk. Skrivekunsten opstod i de centrale riger i Mesopotamien, mens kunsten at udvinde kobber og lave bronze opstod i bjergregionerne langs randzonen, hvor den nødvendige malm var tilgængelig. Også den civile og militære brug af heste blev introduceret fra Centralasien via randzonerne. Sandsynligvis blev også vildæsel taget i brug sammen med okser til at trække plove og vogne med hjul. Mesopotamien gik nu ind i Ubaidperioden med forskellige konkurrerende bycentre, der blev afløst af den første stat, som rådede over hele slettelandet fra 3.500 f.Kr.: Uruk.
Som erfaringerne fra Ain Ghazal i det sydlige Jordan viste, var risikoen for udpining, nedgræsning og overudnyttelse af de tørre steppelandskaber stor. De højereliggende områder i randzonerne af den frugtbare halvmåne kunne ikke brødføde lige så store befolkninger som Mesopotamien og Egypten, efter at jordbruget var blevet intensiveret der, men økologisk var randzonerne muligvis mere bæredygtige. I tider med klimaforværring eller stærkt resursepres bevarede de højereliggende og mere vandrige og varierede randzoner deres fortrin og kom siden til at dominere de tættere befolkede lande på sletterne: Både Hittitterriget (fra 1.800 f.Kr.), Perserriget (fra 600 f.Kr.) og det Osmanniske rige (fra 1450 e.Kr.) er perioder, hvor randzonerne dominerer og tager kontrol over de frugtbare floddale.
I moderne tid er randzonerne mere udviklede end slettelandet, og de to højlandsstater Tyrkiet og Iran har i flere århundreder haft en klart højere økonomisk udvikling og politisk selvstændighed end slettelandene Syrien og Irak. I en periode, hvor adgangen til vand bliver stadigt mere vigtig, kan dette styrkeforhold vise sig at vippe yderligere i randzonernes favør.

## Tidsperioder i den frugtbare halvmåne
Den frugtbare halvmåne er et geografisk område, som i sig selv ikke har nogen tidsafgrænsning. I daglig tale bruger man begrebet med fokus på den transformation til jordbrug, som skete her med den såkaldte neolitiske revolution for ca. 10.000 år siden, og som førte frem til de første større statsdannelser i Mesopotamien længere mod syd fra omkring 4.000–3.500 f.Kr.
I moderne forskning, hvor fokus på klimatiske forandringer er mere fremtrædende end det tidligere fokus på kulturelle «typer» og «perioder», går der en vigtig skillelinje i den aktuelle periode mellem istiden Pleistocæn og varmeperioden Holocæn, hvor jordbruget er den kulturelle hovedskillelinje og Yngre Dryas er den ydre, klimatiske. Begreber som mesolitikum om overgangsperioden mellem stenalderen (palæolitikum) og jordbrugsalderen (neolitikum), samt en anden «fininddeling» af tidsepokerne (PPNA, PPNB), er omstridt i moderne arkæologi og betydningen af kulturelle «perioder» er i stigende grad ved at forsvinde fra faglitteraturen.
Tidsperioderne med angivelse af de traditionelle «perioder», vigtige kulturelle udviklingstræk og klimatiske tendenser er gengivet nedenfor:
| År før Kristus:           | 20.000                | 18.000                   | 16.000            | 14.000                 | 12.000                 | 11.000                                    | 10.000                                 | 9.000                      | 8.000                                      | 7.000                 | 6.000        | 5.000              | 4.000                         |
| ------------------------- | --------------------- | ------------------------ | ----------------- | ---------------------- | ---------------------- | ----------------------------------------- | -------------------------------------- | -------------------------- | ------------------------------------------ | --------------------- | ------------ | ------------------ | ----------------------------- |
| Fænomener:                |                       |                          |                   |                        |                        |                                           |                                        |                            |                                            |                       |              |                    |                               |
| Klima                     | Istid (Pleistocæn)    | Varmere                  | Varmere           | Varmere                | Varmere                | Koldere (Yngre Dryas)                     | Koldt                                  | Varmere (Holocæn)          | Varmere                                    | Mildt                 | Mildt        | Mildt              | Mildt                         |
| Skovdække                 |                       |                          |                   | 100 km fra Middelhavet | 130 km fra Middelhavet | 150 km fra Middelhavet + østpå til Tigris | Kun med spredte træer østpå til Eufrat | 100 km fra Middelhavet     | 100 km fra Middelhavet og østpå til Tigris |                       |              |                    |                               |
| Kulturperioder            | Palæolitisk           | Øvre (Epi-) palæolitisk  |                   |                        |                        | Mesolitisk                                | Neolitisk                              | Akeramisk neolitisk (PPNA) | Akeramisk neolitisk (PPNB)                 | Keramisk neolitisk    |              |                    |                               |
| Teknologiudvikling        | Tærskning og kværning | Høst af vilde kornsorter | Bofaste landsbyer |                        |                        | Dyrkning rug, byg og hvede                | Husdyrhold får og ged                  | Husdyrhold okse, kobber    | Husdyrhold svin                            | Keramik               | Kunstvanding | Dyrkning i Egypten | Byer, hest, hjul, skriftsprog |
|                           |                       |                          |                   |                        |                        |                                           |                                        |                            |                                            |                       |              |                    |                               |
| År før Kristus:           | 20.000                | 18.000                   | 16.000            | 14.000                 | 12.000                 | 11.000                                    | 10.000                                 | 9.000                      | 8.000                                      | 7.000                 | 6.000        | 5.000              | 4.000                         |
| Regioner:                 |                       |                          |                   |                        |                        |                                           |                                        |                            |                                            |                       |              |                    |                               |
| Israel, Palæstina, Jordan |                       | Ohalo II                 |                   | Neve David             | Eynan                  | Jeriko                                    |                                        |                            | Ain Ghazal                                 |                       |              |                    |                               |
| Libanon, Syrien, Cypern   |                       |                          |                   |                        |                        | Abu Hureyra I                             | Tell Mureybit, Jerf el Ahmar           | Cypern                     | Damaskus, Abu Hureyra II                   |                       |              |                    |                               |
| Tyrkiet                   |                       |                          |                   |                        |                        |                                           | Cayönü, Hallan Cemi                    | Göbekli Tepe, Nevali Cori  |                                            | Çatalhöyük            |              |                    |                               |
| Nordirak, Vestiran        |                       |                          |                   |                        |                        | Shanidar                                  | Qermez Dere                            | Jarmo, Ali Kosh            |                                            |                       |              |                    |                               |
| Mesopotamien              |                       |                          |                   |                        |                        | Ubeboet                                   | Ubeboet                                | Ubeboet                    |                                            | Halaf'                |              | Ubaid              | Uruk                          |
| Egypten                   |                       |                          |                   | «Vilde Nil»            | Ubeboet                | Ubeboet                                   | Ubeboet                                | Ubeboet                    |                                            | Nabta Playa (sydvest) |              | Merimde (nordvest) |                               |

Kilde: Chris Scarre (red), The Human Past – World Prehistory & the Development of Human Societies, Thames&Hudson, 2005.

Man ser af tabellen, at perioden umiddelbart efter kuldeperioden i Yngre Dryas, og særligt med den stærke forbedring af klimaet fra ca. 8.000 f.Kr., falder sammen med en betydelig opblomstring af bosættelser og udvikling af husdyrhold.